# U.S. National Championships 1954
Gli U.S. National Championships 1954 (conosciuti oggi come US Open) sono stati la 74ª edizione degli U.S. National Championships e quarta prova stagionale dello Slam per il 1954. I tornei di singolare e doppio misto si sono disputati al West Side Tennis Club nel quartiere di Forest Hills di New York, quelli di doppio maschile e femminile al Longwood Cricket Club di Chestnut Hill, negli Stati Uniti.
Il singolare maschile è stato vinto dallo statunitense Vic Seixas, che si è imposto sul connazionale Rex Hartwig in quattro set col punteggio di 3–6, 6–2, 6–4, 6–4. Il singolare femminile è stato vinto dalla statunitense Doris Hart, che ha battuto in finale in tre set la connazionale Louise Brough Clapp. Nel doppio maschile si sono imposti Vic Seixas e Tony Trabert. Nel doppio femminile hanno trionfato Shirley Fry e Doris Hart. Nel doppio misto la vittoria è andata a Doris Hart, in coppia con Vic Seixas.

## Seniors

### Singolare maschile
Vic Seixas ha battuto in finale  Rex Hartwig con il punteggio di 3–6, 6–2, 6–4, 6–4.

### Singolare femminile
Doris Hart ha battuto in finale  Louise Brough Clapp con il punteggio di 6–8, 6–1, 8–6.

### Doppio maschile
Vic Seixas /  Tony Trabert hanno battuto in finale  Lewis Hoad /  Ken Rosewall con il punteggio di 3–6, 6–4, 8–6, 6–3.

### Doppio femminile
Shirley Fry /  Doris Hart hanno battuto in finale  Louise Brough /  Margaret Osborne duPont con il punteggio di 6–4, 6–4.

### Doppio misto
Doris Hart /  Vic Seixas hanno battuto in finale  Margaret Osborne duPont /  Ken Rosewall con il punteggio di 4–6, 6–1, 6–1.